# Playin' TV
Playin' TV est une ancienne chaîne de télévision française de jeux pour la famille. Diffusée sur le satellite, le câble mais aussi l'ADSL, elle exploite l'interactivité embarquée dans les décodeurs tels qu'OpenTV, MediaHighway, Flash ou encore HTML.
Elle fonctionne sur le principe de l'abonnement mensuel et proposé en premier, une offre de jeux Triple Play sur télé, mobile et internet.
Tous les types de jeux sont alors disponibles et jouables grâce à la télécommande.

## Exemples de jeux
- ARCADE
  - Carotte Mania
  - Johnny Megatone
  - Brix
  - Moko
  - Planet Attack…
- SPORT
  - Foot Challenge
  - Dunk
  - Golf
  - Tennis Cup
  - Racing Offroad…
- REFLEXION
  - Sudoku
  - Twin Match
  - Tactic
  - Destructor
  - Azteca…
- JEUX DE SOCIETE
  - Echecs
  - Dames
  - Backgammon
  - Reversi
  - Mahjong…
- CASINO
  - Roulette
  - Machines à sous
  - Video Poker
  - Keno
  - Blackjack…
- CARTES
  - Solitaire
  - Poker Texas No Limit
  - Solitaire 15
  - Solitaire Club
  - Solitaire Pyramide…
- JEUX DE MOTS
  - Mots croisés
  - Mot à Mot
  - Mêle Mots
  - Meli Melo
  - Scrabble…
- LUDO EDUCATIFS
  - Memory
  - 7 différences
  - Coloriage
  - Combien ?
  - Alphabet…
- LICENCES
  - King Kong
  - Scrabble
  - Fast & Furious
  - Famille en Or
  - Juste Prix…
- QUIZ
  - Code de la route
  - Quiz cinéma
  - Love Test…